# Port de Segur de Calafell
El Port de Segur de Calafell és un port esportiu de la Costa Daurada, situat al barri de Segur de Calafell, del municipi de Calafell (Baix Penedès). N'és el titular l'organisme de Ports de la Generalitat, i el gestiona l'empresa Port Segur-Calafell, SA. Disposa de 525 amarraments per a embarcacions de fins a 24 metres d'eslora.
El primer espigó del port esportiu es va construir el 1973. El 1993 s'hi habilita una dàrsena pesquera. El 2003 s'inicien les obres de remodelació i ampliació del port, que s'inaugura el 2005.
A l'edifici 'Barco' del port es van inaugurar el 2019 el Centre Cívic Montse Civit i la biblioteca de Segur de Calafell.